# Nørre Lyndelse
Nørre Lyndelse is een plaats op het eiland Funen in de Deense regio Zuid-Denemarken, gemeente Faaborg-Midtfyn. De plaats telt 2085 inwoners (2020).

## Trivia
- Nørre Lyndelse is de geboorteplaats van de componist Carl Nielsen.